# اندیس دورری
دورری یک اندیس فلزی است که در حوالی شهر باشتین استان خراسان قرار دارد و مادهٔ معدنی موجود در آن، مس است.سنگ میزبان این اندیس پریدوتیت ، آهک است  در این اندیس، پاراژنز‌های آزوریت یافت می‌شوند.